# Miguel Villar Glea
Miguel Villar González (Sagunto, Valencia, 10 april 1913 – Tavernes de la Valldigna, Valencia, 18 oktober 1996) was een Spaans componist en dirigent.

## Levensloop
Villar González kreeg zijn eerste muziekles op zevenjarige leeftijd. Op 9-jarige leeftijd speelde hij klarinet in de plaatselijke banda (harmonieorkest) en op 16-jarige leeftijd werd hij dirigent van deze banda. Op het Conservatorio Superior de Música "Joaquin Rodrigo" vervolgde hij zijn studies in de vakken harmonieleer, solfége en compositie bij José Miguel Asensi, Pedro Sosa López en Joaquín Turina Pérez. 
In 1936 werd hij dirigent van de militaire banda sinfonico van de vijfde divisie. Later was hij ook dirigent van de Banda sinfónico "Unió Musical" de Llíria en de Unió Musical de Tavernes de la Valldigna en ook van andere banda's. Als dirigent van deze banda's won hij talrijke prijzen op jaarlijks gehouden Certamen international de Bandas de musica Ciudad de Valencia. 
Ook als componist won hij meerdere nationale prijzen, zoals de prijs van de stad Alzira voor zijn compositie "Romeria a la murta". Hij componeerde talrijke werken voor banda's (harmonieorkesten), paso-doble's, zarzuelas, symfonische gedichten, symfonische suites, concerten en hymnes.

## Compositie (uittreksel)

### Werken voor banda (harmonieorkest)
- Romeria a la murta
- El Tribunal de les Aigüies
  1. Adagio
  2. Piu mosso
  3. Allegro
  4. Meno mosso
  5. Andantino
  6. Allegro
  7. Vivo